# Ils étaient cinq permissionnaires
Pour plus de détails, voir Fiche technique et Distribution.
Ils étaient cinq permissionnaires est un film français réalisé en 1940 par Pierre Caron, sorti en 1945.

## Fiche technique
- Titre : Ils étaient cinq permissionnaires
- Réalisation : Pierre Caron, assisté de François Villiers
- Scénario et dialogues : Jean Nohain et Pierre Caron
- Photographie : Raymond Agnel
- Décors : Jean Douarinou
- Musique : Georges Van Parys
- Production : Éclair-Journal
- Pays d'origine :  France France
- Genre : Comédie
- Durée : 90 minutes
- Date de sortie : 
  - France : 18 juillet 1945

## Distribution
- Armand Bernard : Abel Broux
- Ginette Leclerc : Georgette
- Alice Tissot : Mademoiselle de Grand-Prix
- Raymond Cordy : Pimpant
- Eugène Frouhins : le pharmacien
- Jeanne Fusier-Gir : Mademoiselle Prune
- Luce Fabiole
- Noël Roquevert : le coiffeur
- Roméo Carles : Lagrive
- Sylvia Bataille : Geneviève
- Marcel Vallée : le curé
- Oléo : Mariette
- Rivers Cadet : Lancelot
- Paul Faivre : le jardinier
- Edmond Castel : le percepteur
- Albert Malbert : le chef de gare
- Georges Morton : Omer